# Weingut Tesch
Das Weingut Tesch in Langenlonsheim ist ein familiengeführtes Weingut im deutschen Weinanbaugebiet Nahe.

## Geschichtliche Entwicklung
Das Weingut ist seit 1723 in Familienbesitz und war bis in die 1970er Jahre hinein eines der landwirtschaftlich größten Güter an der Nahe. Hartmut Tesch hat sich dann auf Weinbau konzentriert. Seit 1997 führt dessen Sohn Martin Tesch den Betrieb.

## Rebsorten und Weine
Auf rund 21 Hektar Rebfläche werden zu 90 % Riesling-Weine sowie Burgundersorten wie Weißburgunder (5 %) und Spätburgunder (5 %) angebaut.
Überwiegend werden trockene Lagen-Rieslinge und extrem trockene Riesling-Konzeptweine und weiß gekelterte Spätburgunder, Spätburgunder Rosé sowie Basisweine dieser Rebsorten hergestellt.

## Lagen und Böden
Alle klassifizierten Einzellagen sind ausschließlich mit Riesling bestockt:
Der Laubenheimer Karthäuser ist eine Lage oberhalb des Ortes Laubenheim und bildet einen nach Südwesten geöffneten Talkessel. Ihren Namen verdankt die Lage seinen Besitzern im späten Mittelalter, dem Kartäuserkloster Mainz.
Die Riesling-Reben wachsen im „Karthäuser“ auf Rotliegendem Boden.
Der Laubenheimer St. Remigiusberg ist eine der kleinsten Einzellagen der Nahe und sie befindet sich direkt neben dem Karthäuser. Die Reben wachsen im St. Remigiusberg auf verwittertem Vulkangestein; der Boden ist eisenerzdurchzogener Lehm.
Der Langenlonsheimer Löhrer Berg (abgeleitet von „leerer Berg“) ist eine der ältesten Riesling-Lagen der Nahe. Dafür sorgte 1688 der pfälzische Kurfürst Philipp Wilhelm von der Pfalz, als er anordnete, diese Lage nur mit Riesling zu bestocken. Zahlreiche Wasserquellen versorgen den mit Flusskies durchsetzten lehmigen Boden des Löhrer Berg und machen ihn so sehr fruchtbar.
Der südlich vom Löhrer Berg gelegene Königsschild ist von Muschelkalk durchsetzter lockerer Lösslehm.
Die Laubenheimer Krone liegt in unmittelbarer Nachbarschaft zum Löhrer Berg. Der steile Südosthang der Laubenheimer Krone ist geprägt durch eine Vielfalt an leichten und groben Böden aus Lösslehm und Sandsteinverwitterung.

## Vinifikation
Alle Weine sind trocken und besitzen eine frische Säure bei einem Alkoholgehalt von 11,5 % bis 12,5 %. Die Trauben werden von Hand geerntet und zum Teil abgebeert und, nach einigen Stunden Mazeration, schonend gepresst. Nachdem der Most sich abgesetzt hat, wird er bei natürlichen Temperaturen von 15–19 Grad Celsius vergoren. Vier bis sechs Wochen nach der Gärung wird der Wein zum ersten Mal abgestochen. Nach weiteren 4–5 Monaten auf der Feinhefe wird er zum zweiten Mal abgestochen, geklärt, filtriert und in Flaschen abgefüllt. Seit dem Jahrgang 2003 werden alle Weine mit einem speziellen Verschluss versehen.

## Auszeichnungen
- 2015: Eichelmann: 4 Sterne
- 2015: Gault-Millau: 2 Trauben[3]
- 2012: Winzer des Jahres – Frankfurter Allgemeine Zeitung